# Ellen Berg
Ellen Berg, dansk orienterare som tog EM-brons i stafett 1964.